# Andreas Petri Normolander (1599–1665)
Andreas Petri Normolander (Dretting, Rymonius), född 1599 i Gammalkils socken, död 24 december 1665 i Hovs socken, var en svensk präst i Hovs församling. 

## Biografi
Normolander föddes 1599 på Drettinge i Gammalkils socken. Han var son till Per. 1618 blev Normolander student vid Uppsala universitet. Han prästvigdes 31 maj 1620. Normolander blev 1630 komminister i Gammalkils församling. 1641 blev han kyrkoherde i Hovs församling och kontraktsprost 1655 i Göstrings kontrakt. Normolander avled 24 december 1665 i Hovs socken.
Normolander var förste predikant vid prästmötet 1648.

### Familj
Normolander gifte sig omkring 1621 med Anna Jönsdotter (död 1683). De fick tillsammans barnen Rymonius, Anna, Nils (född 1621), Karin, Petrus (född 1626), kyrkoherden Ericus Rymonius (född 1628) i Vikingstads församling, Birgerus (född 1630),  Elisabet, Brita, Lucia, Sara, Rebecka, Ingeborg och Karin.